# Тер-Семёнов, Николай Георгиевич
Николай Георгиевич Тер-Семёнов (Тер-Симонян) (арм. Նիկոլայ Տեր Սեմյոնով; 1898—1960) — советский актёр театра, народный артист Армянской ССР (1954).

## Биография
Сценическую деятельность начал в 1919 году в Севастополе.
Затем работал в Вологде, Калуге, Свердловске, Симферополе.
В 1947—1960 годах (до самой смерти) — актёр Ереванского русского театра имени Станиславского. Мастер комедийно-колоритных персонажей, которые отличались искренностью исполнения, истинной передачей внутренних эмоций, тёплым дыханием. На сцене дважды исполнял роль Ленина, в спектаклях «Юность отцов» и «Кремлёвские куранты». В кино отметился небольшими ролями в фильмах Григория Мелика-Авакяна, Степана Кеворкова и, конечно, Гаспар Мамиконян в «Песне первой любви» Ерзинкяна и Вагаршяна.

## Фильмография
- 1954 — «Мелочь»  — профессор, новосёл
- 1959 — «Её фантазия»
- 1958 — «Песня первой любви»